# HD 46375b
HD 46375b是一個距離地球約109光年的系外行星，位於麒麟座，母恆星是HD 46375。 

## 概要
HD 46375b和鲸鱼座79b一起發現於2000年3月29日，而這兩顆行星是首批發現環繞主序星的質量低於土星的系外行星。HD 46375b屬於熱木星，距離母恆星相當近，大約只有太陽和水星距離的十分之一。因為無法觀測到該行星對母恆星的凌日現象，因此它的軌道傾角一定小於83°。因為目前仍不知道其軌道傾角實際值，至今仍無法得知它的真實質量。

## 外部連結
- . The Extrasolar Planets Encyclopaedia.   [2008-08-23]. （原始内容存档于2012-06-02）.
- . Exoplanets.   [2008-08-23]. （原始内容存档于2009-11-25）.